# Gare de Saint-Denis-du-Pin
La gare de Saint-Denis-du-Pin est une ancienne gare ferroviaire française de la ligne de Chartres à Bordeaux-Saint-Jean, située au nord du bourg, sur le territoire de la commune de Saint-Denis-du-Pin, dans le département de la Charente-Maritime en région Nouvelle-Aquitaine.

## Situation ferroviaire
Établie à 43 mètres d'altitude, la gare de Saint-Denis-du-Pin est située au point kilométrique (PK) 456,657 de la ligne de Chartres à Bordeaux-Saint-Jean (voie unique), entre les gares de Loulay et de Saint-Jean-d'Angély.

## Histoire
Lors de la déclaration d'utilité publique de la ligne de Saint-Jean d'Angély à Niort, le 23 mars 1874, le tracé passe sur le territoire de la commune mais une station n'est pas prévue. Le conseil général reprend la demande de la population en émettant un vœu pour l'ajout d'une halte à proximité du Bourg.

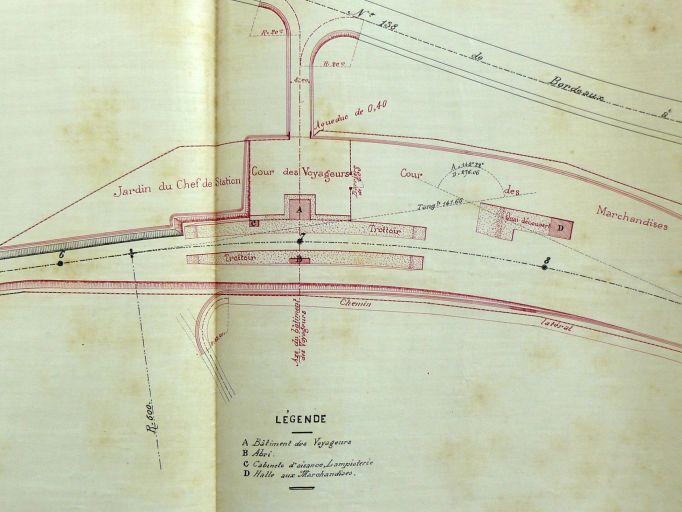
Plan (1881)

Cette demande est acceptée mais deux points, l'emplacement et le choix entre une halte ou une station, vont retarder la décision définitive. Le 30 juin 1881, l'ingénieur ordinaire L. Modelski, dans son rapport sur les chemins de fer de l'État, indique que la voie est posée et ballastée de Saint-Jean-d'Angély à Villeneuve-la-Comtesse et que pour la section située dans le département il ne reste plus qu'à terminer les bâtiments des passages à niveau et des stations. Concernant la station de Saint-Denis-du-Pin il précise que par rapport au choix prévu de l'emplacement de la halte, près du bourg, la commission d'enquête a demandé un report de 200 mètres vers Bourg Neuf et que l'emplacement définitif a été approuvé par une décision ministérielle du 23 mars. La situation finalisé place le bâtiment des voyageurs au droit du piquet hectométrique no 7 et la halle aux marchandises au droit du no 8 ce qui place la plateforme de la station entre le piquet no 6 et le passage à niveau du chemin de la Rivière. Le projet d'exécution alors dans les mains de l'administration supérieure pour obtenir l'autorisation d'exécution indique qu'il est prévu : une cour des voyageurs, un bâtiment des voyageurs, deux quais (trottoirs) avec, sur l'un un bâtiment qui abrite une lampisterie et un cabinet d'aisance et sur l'autre un abri ; et une cour des marchandises avec une halle à marchandises située en bout d'un quai découvert.
Le chantier de terrassement débute en août 1881. Néanmoins lors de l'ouverture à l'exploitation de la ligne le par l'Administration des chemins de fer de l'État le 10 octobre 1881 la station n'est pas mise en service car le chantier n'est pas terminé, il ne s'achève qu'en août 1882. Le conseil général réclame une livraison rapide de la station de Saint-Denis-du-Pin. Ce vœu est transmis au ministre des travaux publics le 6 novembre 1882 qui dans sa réponse indique que « la station est actuellement livrée à l'exploitation ».